# Bourseville
Bourseville – miejscowość i gmina we Francji, w regionie Hauts-de-France, w departamencie Somma.
Według danych na rok 2011 gminę zamieszkiwały 732 osoby, a gęstość zaludnienia wynosiła 91 osób/km² (wśród 2293 gmin Pikardii Bourseville plasuje się na 366. miejscu pod względem liczby ludności, natomiast pod względem powierzchni na miejscu 602.).